# Вестра-скуген (станція метро)
59°20′51″ пн. ш. 18°00′14″ сх. д. / 59.3475° пн. ш. 18.003889° сх. д.
«Вестра-скуген» (швед. Västra skogen, Західний ліс) — станція синьої лінії Стокгольмського метрополітену, обслуговується потягами маршрутів Т11 та Т10. 
Пасажирообіг станції в будень —	7,850 осіб (2019)

Станція була відкрита 31 серпня 1975 у складі першої черги Синьої лінії між Т-Сентрален і Юльста
Потяги курсували через Галлонберген і Рінкебю.
18 серпня 1985 року було відкрито продовження до Рінкебю, а відрізок між  Галлонбергеном і Рінкебю було закрито для пасажирського руху. 

Розташована у Гувудста, муніципалітет Сульна. 
Конструкція: підземна станція (глибина закладення — 40 м). Станція має три колії та дві платформи. Тут знаходиться найдовший ескалатор у метро, а також у Швеції, довжиною 66 м з висотою підйому 33 м. 

## Операції
| Попередня станція             | Лінія | Лінія     | Лінія | Наступна станція         |
| ----------------------------- | ----- | --------- | ----- | ------------------------ |
| Стадсгаген до Кунгстредгорден |       | Лінія T10 |       | Гувудста до Юльста       |
| Стадсгаген до Кунгстредгорден |       | Лінія T11 |       | Сульна-сентрум до Акалла |